# Ryuji Sainei
Ryuji Sainei (載寧龍二) (Hiroshima, Japão, 8 de Outubro de 1981), é um ator japonês.

## Filmografia

### Filmes
| Ano  | Título original                                        | Título em português | Papel         | Observações |
| 2003 | Motorcycle                                             |                     |               |             |
| 2003 | Bo Taoshi!                                             |                     |               |             |
| 2003 | Twilight                                               |                     |               |             |
| 2004 | Tokusou Sentai Dekaranger The Movie: Full Blast Action |                     | Ban / DekaRed |             |
| 2005 | Tokusou Sentai Dekaranger vs. Abaranger                |                     | Ban / DekaRed |             |
| 2006 | Drift 2                                                |                     |               |             |
| 2006 | Mahou Sentai Magiranger vs. Dekaranger                 |                     | Ban / DekaRed |             |
| 2006 | Prince of Tennis                                       |                     | Keigo Atobe   |             |
| 2006 | Chou Ninja Tai Inazuma!                                |                     | Kuratanomiya  |             |
| 2006 | Nekomekozo                                             |                     |               |             |
| 2007 | Chou Ninja Tai Inazuma!! SPARK                         |                     | Kuratanomiya  |             |

### Televisão
| Ano  | Título original                  | Título em português | Papel            | Observações           |
| 2002 | Gokusen                          |                     | Ryuji Sengoku    | NTV                   |
| 2005 | Fugoh Keiji                      |                     | Seichi Nishijima | TV Asahi              |
| 2005 | Haruka 17                        |                     | Yuji Moriyama    | TV Asahi              |
| 2006 | Ns' Aoi                          |                     | Bancho Hanezawa  | Fuji TV               |
| 2007 | Sennyu Keiji Ranbo               |                     | Ryota Miyoshi    | NTV, 2º Temporada     |
| 2007 | Tsubasa no Oreta Tenshitachi     |                     | Keisuke Sawada   | Fuji TV, 2º Temporada |
| 2007 | Koi no Kara Sawagi Drama Special |                     |                  | NTV                   |
| 2008 | Fujoshi Deka                     |                     | Ryota Miyoshi    | TV Asahi              |
| 2008 | Nanase Futatabi                  |                     | Detetive Eto     | NHK                   |
| 2008 | Kasouken no Onna                 |                     |                  | TV Asahi              |
| 2009 | My Girl                          |                     | Taguchi          | TV Asahi, ep6         |
| 2010 | Keizoku 2: SPEC                  |                     | Souji Inomada    | TBS                   |

### Tokusatsu
| Ano  | Título original           | Título em português | Papel         | Observações    |
| 2004 | Tokusou Sentai Dekaranger |                     | Ban / DekaRed | TV Asahi       |
| 2011 | Kaizoku Sentai Gokaiger   |                     | Ban / DekaRed | ep 4, TV Asahi |

### Dublagem
| Ano  | Título original                   | Título em português | Papel                       | Observações |
| 2011 | Power Rangers: Space Patrol Delta |                     | Jack Landors/SPD Red Ranger |             |